# Лило и Стич
Лило и Стич (енгл. Lilo & Stitch) амерички је анимирани филм из 2002. који је произвео Walt Disney Feature Animation. Режију и сценарио потписују Крис Сандерс и Дин Деблоа, по причи који је осмислио Сандерс. Радња филма се одвија на Хавајима и прати необично пријатељство између девојчице Лило и ванземаљца по имену Стич.
Премијера је приказана 16. јуна 2002. у Лос Анђелесу. Филм је у Србији емитован 2011. на РТС-у 1, синхронизован на српски језик. Синхронизацију је радио студио Loudworks. Филм је добио позитивне рецензије критичара, који су посебно похвалили причу, хумор, шарм и оригиналност. Отварио је комерцијални успех, зарадивши преко 273 милиона долара. Био је номинован за Оскара за најбољи анимирани филм.
Филм је остварио огроман успех широм света. Данас се сматра једним од најуспешнијих Дизнијевих филмова који су икада произведени. Радњу филма је наставила Лило и Стич: Серија. Године 2025. биће приказан играни филм Лило и Стич.

## Радња
Сироче са Хаваја по имену Лило Пелекаи, коју одгаја њена старија сестра Нани након смрти њихових родитеља, усваја ванземаљца по имену Експеримент 626, мислећи да је пас ком даје име „Стич”. Стич, који је дизајниран да изазове хаос и уништење, у почетку користи Лило да избегне поновно заробљавање од стране међугалактичке федерације. Они развијају пријатељство, што доводи до тога да Стич преиспита своју намеравану деструктивну сврху како би своју новопронађену породицу одржао на окупу.

## Гласовне улоге
| Улога            | Енглески глас         | Српски глас        |
| ---------------- | --------------------- | ------------------ |
| Лило Пелекаи     | Давеј Чејс            | Паулина Манов      |
| Стич             | Крис Сандерс          | Милан Антонић      |
| Нани Пелекаи     | Тија Карер            | Ана Марковић       |
| Џамба Џукиба     | Дејвид Огден Стјјерс  | Бранко Јеринић     |
| Пликли           | Кевин Макдоналд       | Бранислав Зеремски |
| Кобра Мехурић    | Винг Рејмс            | Милан Антонић      |
| Главна саветница | Зои Калдвел           | Јелена Стојиљковић |
| Дејвид Кавина    | Џејсон Скот Ли        | Синиша Убовић      |
| Капетан Ганту    | Кевин Мајкл Ричардсон | Предраг Ђорђевић   |
| Жена из азила    | Сузан Хегарти         | Марија Дакић       |
| Госпођа Хасагава | Ејми Хил              | Марија Дакић       |
| Марта Едмондс    | Миранда Пејги Валс    | Марија Дакић       |
| Инструктор плеса | Кунева Мук            | Марко Марковић     |